# Vincenz Grüner

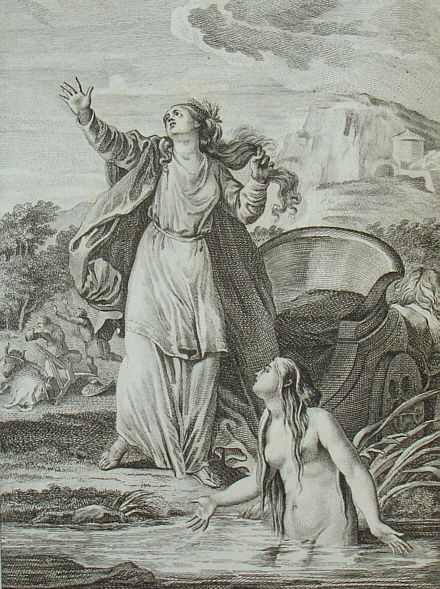
Ceres und Arethusa

Vincenz (Vinzenz) Raimund Grüner (* 1771 in Prag; † 6. August 1832 in Wien) war ein Kupferstecher und Schriftsteller in Wien. Er verfertigte Illustrationen zu deutschen Klassiker-Ausgaben (Goethe, Shakespeare, Schiller). Goethe bezeichnete ihn in einer Tagebuchaufzeichnung vom 3. Juni 1829 als „Maler und Kupferstecher“, und von ihm sind drei Briefe an Grüner erhalten. Weiters verfasste er mehrere Schauspiele, Opernlibretti, Gedichte, Erzählungen und Romane.

## Leben
Grüner übersiedelte in den 1790er Jahren nach Wien und trat 1796 als Schüler in die Wiener Akademie der Künste ein. 1822 bewarb er sich erfolglos um die Stelle eines Lehrers für graphische Künste an der Kunstakademie in Prag. Trotzdem kehrte er 1825 nach Prag zurück und arbeitet dort als Kupferstecher und Schriftsteller. Ende der 1820er Jahre kehrt er aber wieder nach Wien zurück.
Die „Darstellung des Fabrik- und Gewerbswesens“ von Stephan von Keeß (1824) lobt ihn für seine Versuche, statt Kupfer in anderen Metallplatten (Stahl) zu radieren.

## Werke

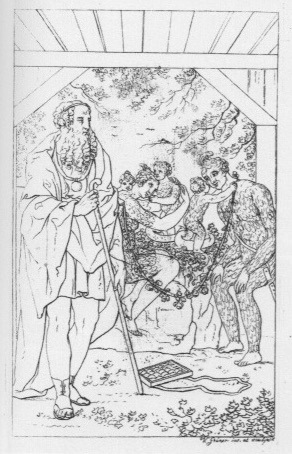
V. Grüner. Titelkupfer zu Goethes Sämtliche Schriften. Band 5. Wien 1810

Seine Kupferstiche wurden zuerst von Otto Erich Deutsch in chronologischer Folge verzeichnet. Seine Umriss-Stiche zum Wiener Raubdruck einer Goethe-Ausgabe (26 Bände, 1810–1817) enthalten die erste Illustration zu Faust nach Erscheinen der Ausgabe Der Tragödie erster Teil sowie die seltene Illustration von Goethes Weiterbearbeitung der „Zauberflöte“. Außerdem stammt von ihm die erste bildliche Darstellung der Oper Fidelio von Beethoven.

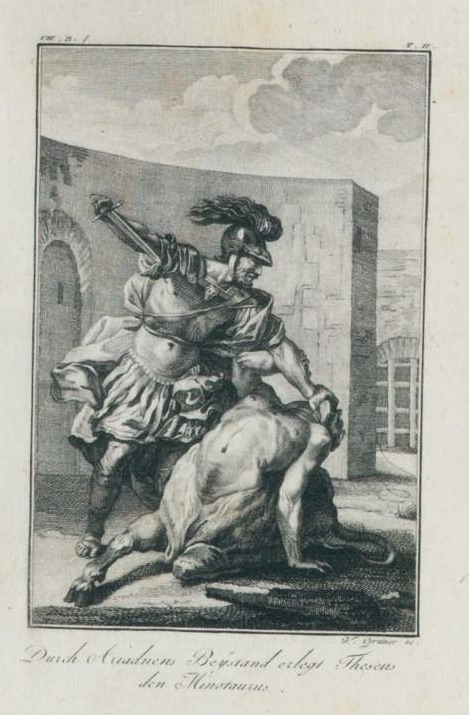
Theseus tötet den Minotaurus

Zu seinen frühesten Werken gehören Stiche zu den Ovidschen Verwandlungen (1791), zu den spätesten die „Trachten aus Böhmen“ (Prag, um 1830). Die meisten seiner Stiche illustrieren eigene Schriften, vor allem moralisierende Belehrungsbücher für die Jugend, patriotische Erzählungen, Puppenspiele. Einzelblätter zeigen Architekturveduten aus Wien und Umgebung („Ansicht von Baaden in Oesterreich“, „Die St. Karlskirche in der Vorstadt Alt-Wieden“, „Schloss Eichberg“), Porträts (zum Beispiel den Botaniker Thaddäus Haedke, den Minister Franz von Thugut), zeitgeschichtliche und patriotische Szenen (Monarchen und hohe Beamte des Wiener Kongresses 1815, „Franz I. an einem Tage des allen Ständen gewährten Zutrittes zu S. A. H. Person“), Volksfeste („Brigitten-Kirchtag bei Wien 1810“) und Trachten (34 „Volkstrachten aus Böhmen“).

## Schriften
- Der böse Findling, oder der Schauerthurm. Franz Haas, Wien/Prag 1798, OCLC 78411926 (Scan; mit Titelkupfer und -vignette in der Google-Buchsuche).
- Friedrich Wilhelm Pfautsch: Die zwölf Monathe. Ein Festgeschenk für die fleissige und gebildete Jugend. Eigenverlag, Wien 1832, OCLC 177732288 (Scan der Ausgabe 1841 in der Google-Buchsuche – mit 12 illuminirten Kupfern).
- Der treue Oesterreichische Unterthan bey der glücklichen Ankunft unsers gnädigsten Monarchen zu Wien, nach dem siegreich erkämpften Frieden im Jahre 1814. Mathias Andreas Schmidt, Wien 1814 (Scan in der Google-Buchsuche).